# Dabir (título)
Dabir (em elamita aquemênida: tup-pi-ra; em árabe: dabīr; em persa médio: dibīr) foi um título que desde o Império Sassânida designava os secretários e escribas do Estado. Na sociedade sassânida, compunham uma das quatro classes sociais nobres da Pérsia e gozavam de grande influência, tendo uma série de privilégios e atuando em várias funções administrativas relevantes. Sua proeminência perdura todo o período sassânida e sobrevive após a conquista muçulmana da Pérsia, com dabires sendo empregados por líderes muçulmanos como administradores. Tamanha era a relevância dos dabires que no mundo islâmico o termo tornou-se sinônimo de "homem de letras".

## História

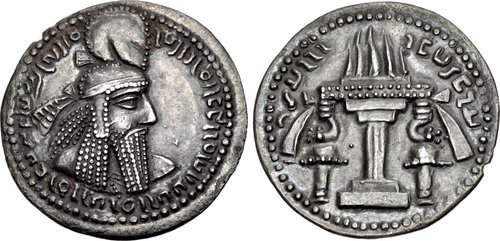
Dracma de

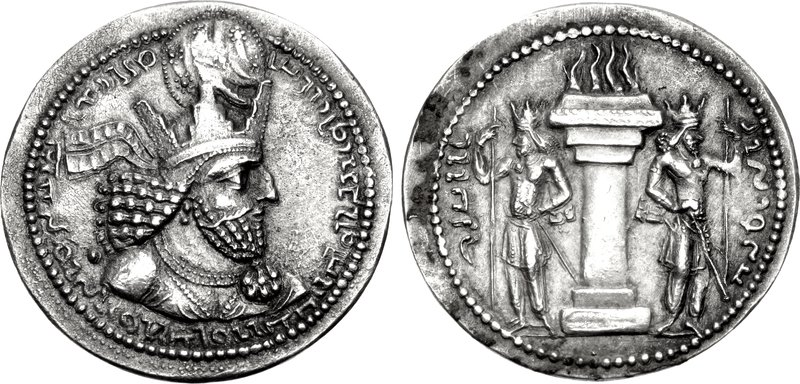
Dracma de Sapor cunhado ca. 240-244

### Período pré-islâmico
Segundo Carta de Tansar, constituíam uma das 4 classes na sociedade do Império Sassânida. Sua introdução foi atribuída na maioria das fontes islâmicas ao lendário Janxide, enquanto alguns autores nomeiam o xá Artaxer I (r. 224–242); noutro relato, a arte dabir foi atribuída a Tamurete. Eles manipulavam a correspondência real e registravam as ordens, vereditos, discursos, palavras de conselho, exortações, arengas, testamentos e outros enunciados do rei e seus altos oficiais. Também eram encarregados de registrar os eventos diários e crônicas e alguns serviam em vários ofícios do Estado (divãs) ou se envolveram na escrita, compilação e cópia de livros. Em inscrições dos primeiros xás e dignitários, alguns dabires são mencionados como importantes figuras políticas.
Astates Mirranes de Rages aparece como "escriba epistolar" na inscrição trilíngue Feitos do Divino Sapor de Sapor I (r. 240–270). Nas inscrições em persa médio e parta na Sinagoga de Dura Europo, vários dabires são citados entre visitantes eminentes. Na inscrição de Persépolis do xá Sapor do Sacastão, irmão de Sapor II (r. 309–379), o título do dignitário Narses pode ser reconstruído como dabir. Um dabir de Sapor I, Apassa de Carras, deixou uma inscrição na qual afirma ter feito uma estátua do rei, que em retorno recompensou-o generosamente. No tempo de Cosroes I (r. 531–579), um governador de Ctesifonte foi endereçado como arquigramateu (secretário chefe) e um de seus secretários, chamado Pabeco gozou grande influência. Dabires também foram autorizados a colocar seus nomes no fim de inscrições, como Hormisda da inscrição de Sapor I, e o dabir da inscrição de Cartir em Naqš-e Rajab chamado Boxtague. Há inclusive alguns selos sassânidas de dabires inscritos que foram publicados e entre eles há um pertencente ao cristão Seboxte.

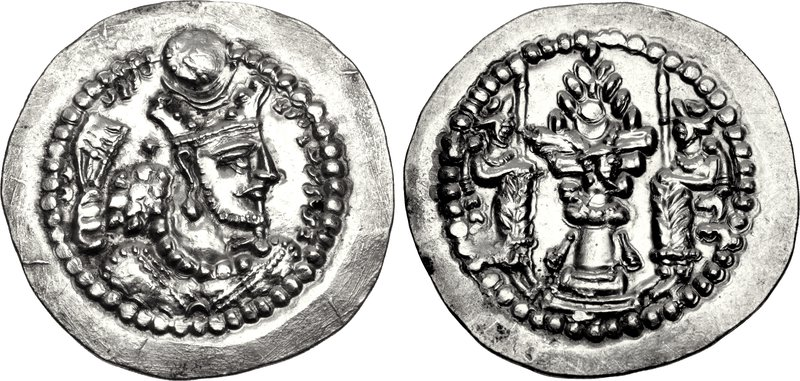
Dracma de r.

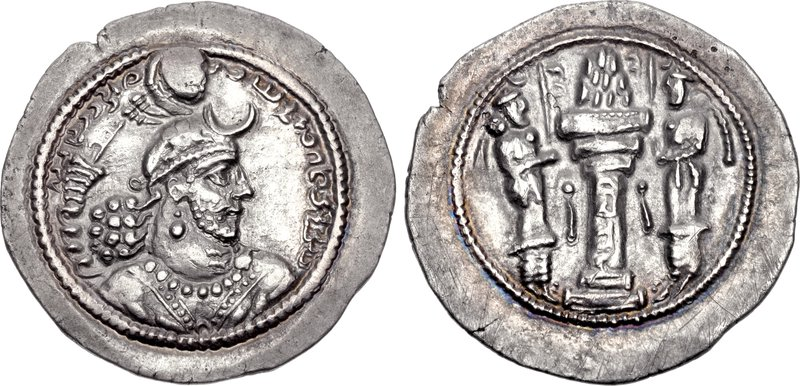
Dracma de r.

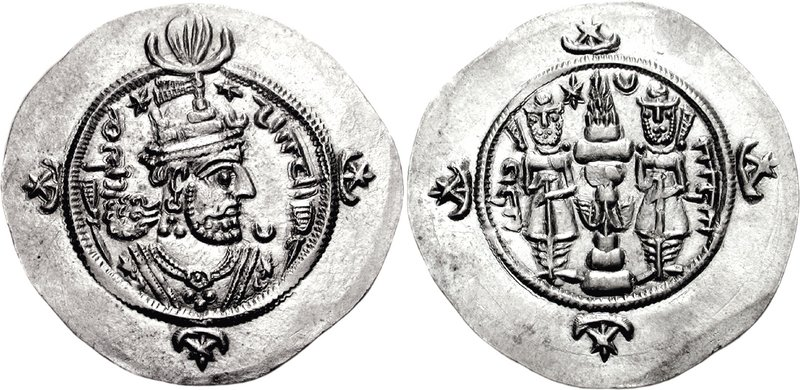
Dracma de r.

Os dabires desempenharam um papel importante em eventos políticos. Por exemplo, após a morte de Isdigerdes I (r. 399–420), os nobres persas decidiram ignorar seus filhos, incluindo o futuro Vararanes V (r. 420–438), e escolheram como seu sucessor o príncipe Cosroes, o Usurpador (r. 420); entre os nobres havia três dabires: Gotarzes, Gusnaspe Adur e Jovanoes. Os dabires também eram consultados sobre problemas difíceis, como por exemplo quando Cosroes I se consulta com seu secretário Isdigerdes e o mobede chefe Artaxer sobre sua possível campanha contra os turcos. O sucessor ao trono foi também comumente designado na presença do secretário chefe e do mobede chefe. O mesmo acontecia quando uma investigação cuidadosa era requerida, com o rei designando um homem de confiança entre seus dabires, um de seu clero e um entre seus criados; após a prisão de Cosroes II (r. 590–628) em 628, seu filho e sucessor Cavades II (r. 628) nomeou seu secretário chefe para investigar os crimes de seu pai.
A poderosa posição do dabir, porém, trazia-lhe riscos de punição severa ou mesmo a morte. Por exemplo, Dadebendade, o secretário chefe do exército do último xá arsácida, Artabano IV (r. 216–224), foi morto por Artaxer após a derrota de Artabano. O mesmo ocorreu no tempo de Cosroes, quando um secretário real que arriscou uma objeção às reforças fiscais do rei foi morto e outros 50 secretários, num total de 80 oficiais, foram mortos sob ordens de Cosroes por corrupção e opressão. Apesar disso, gozavam de certos privilégios, como isenção de impostos, e foram autorizados, como o rei e juízes, a cavalgar em garanhões. Eles vestiram roupas especiais, exceto quando acompanhavam o exército, e tornar-se um dabir requeria certas qualificações.
Um plebeu, por exemplo, não podia tornar-se dabir; Ferdusi narra a história de um sapateiro que pediu para ser educado como dabir em troca de dar ao rei uma considerável soma em dinheiro, mas seu pedido foi negado. A escola de secretário chamava-se dibirestão (dibīrestān). Os dabires cortesãos eram selecionados entre os dabires jovens mediante exame conduzido por secretários chefes. Após os nomes dos aceitos ser submetido ao rei, eram reunidos entre os servos reais. Eles foram proibidos de se associaram com qualquer um não sancionado pelo rei e aqueles menos qualificados na escrita e inteligência eram designados aos altos oficiais. Além de suas habilidades profissionais, o dabir devia ser uma pessoa de visão (ahl al-baṣar), continência (ahl al-ʿefāf) e eficiência (ahl al-kefāya). A ele eram dadas missões nas quais foi testado e se esperava que atuaria como intérprete real.
O estado dos dabires foi subdividido em vários grupos, cujo estabelecimento foi atribuído a Jamxede. Na Carta de Tansar, sete grupos de oficiais são citados; os primeiros quatro foram categorias de dabires, cada qual com funções específicas: correspondentes oficiais; contadores; arquivistas de vereditos, registros e pactos; e cronistas:

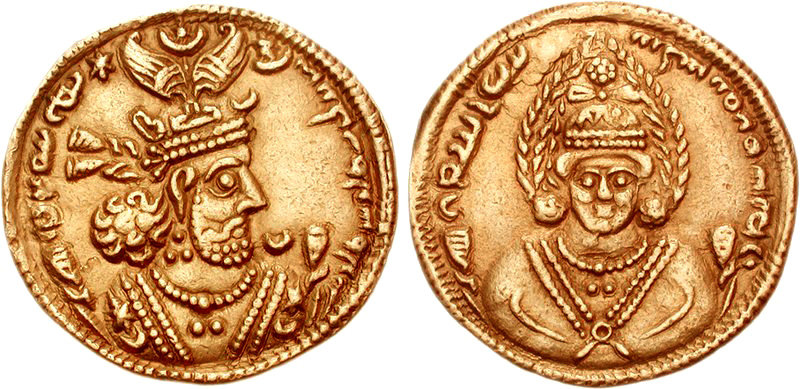
Dinar de r.

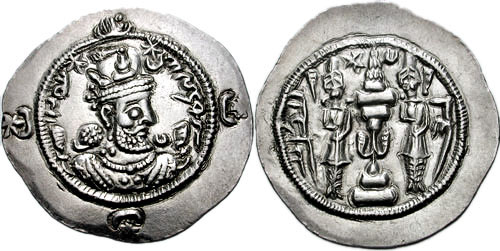
Dracma de r.

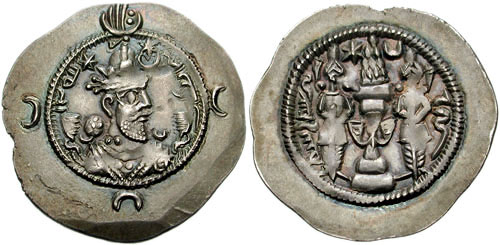
Dracma de r.

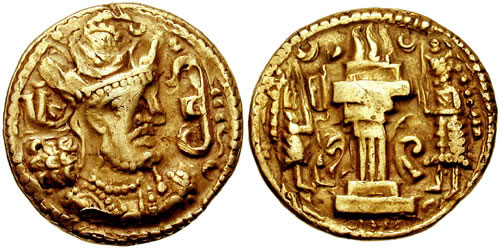
Dinar de r.

- Correspondentes oficiais: segundo a inscrição Feitos do Divino Sapor, em pálavi fravardague/namague-dibir (frawardag/nāmag-dibīr). Eles escreviam num manuscrito chamado fravardague/namague dibiri (frawardag/nāmag dibīrīh). O correspondente ideal deveria ter bela escrita (xūb-nibēg), mão ágil (rag-nibēg), conhecimento sutil (bārīk-dānišn), dedos ágeis (kāmakkār-angust) e discurso sábio (frazānag-saxwan). Também tinha que ser habilidoso, vigilante e perspicaz, de modo que, se o rei deixasse uma pista, ele pudesse entender a intenção completamente e expressá-la de maneira fluida, suave e agradável. Era suposto que tivesse alguma noção de várias ciências. Na corte, havia dabires bilíngues que também serviam como intérpretes; por exemplo um secretário indiano que relatou ter vivido na corte de Cosroes II. O mesmo rei também sempre tinha um dabir árabe, como Adi ibne Zaíde Ebadi, que serviu em sua corte e na de seu pai Hormisda IV (r. 579–590). Era costume de alguns dabires acompanhar o exército em campo, e o comandante-em-chefe devia consultá-los, bem como era costume que dessem relatórios ao rei em segredo e espiassem por ele; por exemplo, quando Barã Chobim irritou-se com Hormisda e decidiu se revoltar, o escriba Iasdaces, junto de outro oficial, fugiu à noite e informou o rei. No tempo de Isdigerdes I, um notável usou o título de espadibir (*spāh-dibīr). A certos dabires foi confiada correspondência secreta e a eles era dado o título de catabe asser (kāteb al-serr) ou razdibir (*rāz-dibīr) em pálavi. Por exemplo, Cosroes II, ao Bindoes, pretendia também matar seu irmão Bestã e para tanto chamou seu razdibir para escrever uma carta para Bestã, chamando-o para consulta. Esse ofício de secretário confidencial sobreviveu no Califado Abássida.[1]

- Secretários judiciais: responsáveis por registrar decisões judiciais e vereditos foram provavelmente chamados dadedibir (dād-dibīr). Cerco Cuadaibude (Xwadāy-būd), com título de dibir, foi mencionado como comentador judicial e pode ter pertencido a esse grupo.[1]

- Contadores: eram divididos em subgrupos. Os secretários financeiros, chamados xara/amardibir (šahr-(h)ā/ămār-dibīr) segundo a Inscrição de Paiculi e catibe alcaraje (kāteb al-ḵarāj) em fontes árabes, lidavam com questões tributárias. No tempo de Cosroes I, foram encarregados de avaliar o valor da terra com base no novo sistema de taxação e cada região tinha seu próprio contador, chamado catibe alcura (kāteb al-kūra). Os contadores cortesãos eram chamados cadaga/amardibir (*kadag-(h)ă/āmār-dibīr); os contadores ligados ao tesouro eram ganja/amardibir (ganj-(h)ā/ămār-dibīr); os contadores dos estábulos reais eram axuara/amardibir (*āxwar-(h)ā/ămār-dibīr); e os ligados aos templos de fogo eram ataxana/amardibir (ātašān-(h)ā/ămār-dibīr). Alguns selos inscritos dos últimos sobreviveram, como aquele que porta o nome "Boxtogue filho de Amir, escriba do templo de fogo de Gusnas" (Bōxtōg ī Āmihr ī ādur ī Gušnasp dibīr). Os contadores de fundações pias eram conhecidos como ruvanagana/amardibir (*ruwānagān-(h)ā/ămār-dibīr). Após a conquista muçulmana da Pérsia, os contadores continuaram a desempenhar um papel importante na administração imperial e um exemplo famoso foi Zadã-Farruque e sua família.[1]

- Cronistas: certos dabires eram responsáveis por registrar eventos diários. Um deles, um secretário de Sapor II chamado Cuarrabudes, foi capturado pelos romanos. Sérgio, intérprete de Cosroes I, sumarizou os arquivos da corte persa e traduziu ao grego. Hormisda IV, após sua prisão por Barã Chobim, pediu a um dabir para que lhe enviasse um livro para que ler-lhe estórias antigas e os feitos dos xás. Segundo Baladuri, num relato sobre o período sassânida tardio, as ordens e decisões reais eram registradas em sua presença, e outro oficial copiava-as num diário real mensal; então o rei colocava seu selo sobre o diário, que era mantido no tesouro. Também é relatado que Artaxer I encarregou dois pagens inteligentes, provavelmente dabires, com a função de ditar e registrar o que dizia na presença de seus cortesãos enquanto bebia; no dia seguinte, seu dabir leria suas palavras para ele. Aqueles dabires cujos dever era saber a classificação, posição e posição especial de cada cortesão provavelmente pertenceram a esse grupo e em casos de ambiguidade ou disputa foram consultados.[1]

- Copistas: pouco se sabe sobre os dabires encarregados de escrever e copiar livros seculares e religiosos nesse período. Aqueles que transcreviam ou copiavam livros religiosos zoroastristas, especialmente o Avestá, foram provavelmente chamados dendibir (dēn-dibīr). Dabires maniqueístas foram reconhecidos como uma classe do eleito.[1]

### Período islâmico
Após a conquista muçulmana da Pérsia, os dabires sobreviveram com núcleo da administração civil (divã) por todo o período islâmico e desempenharam um papel significativo da transmissão de habilidades burocráticas e a herança cultura persa em geral sob os califas árabes e depois sob as dinastias turcas. Com a conquista, os persas de todas as classes foram rebaixados na hierarquia social. Todos os membros da classe burocrática (dabires, vizires, contadores, coletores de impostos (mostaufis), arquivistas e escribas (dabir, catibe, monxi)), que antes tinham isenção tributária, tiveram que escolher entre a conversão ao islamismo ou a submissão como clientes (mauali) e o pagamento da jizia dos descrentes. Em meio a essa situação, os líderes muçulmanos perceberam que precisaram das habilidades administrativa dos dabires para administrar seu império e os últimos, cientes disse, procuraram apoio da elite reinante de modo a manter sua posição privilegiada na comunidade. O título de dabir foi mantido durante o Califado Omíada (r. 661–750) antes do árabe substituir o persa como língua da administração e na Pérsia islamizada permaneceu como sinônimo do árabo-persa catibe, designação mais comum de um official do secretariado. Quando o persa foi revivido como língua da administração em boa parte do mundo islâmico oriental, o dabir foi revivido como título administrativo.
A sobrevivência do legado burocrático que incluía os dabires foi reforçada pelo legado da estratificação social sassânida em quatro partes, familiarizada com o mundo islâmico por historiadores persas e por autores de espelhos de príncipes e livros de ética, que eram membros da mesma classe social. Alguns autores consideraram esta propriedade como um estrato distinto comparável ao dos militares, clérigos e homens de negócios (comerciantes, artesãos, camponeses e pastores). Outros escritores consideraram dabires e líderes religiosos os dois pilares da classe dos "homens da pena". Por exemplo, Naceradim de Tus (m. 1274) dividiu a sociedade em quatro classes (homens da pena, homens da espada, homens de negócios e camponeses), que deveriam ser mantidos em seus devidos lugares pelo governante; os homens da pena incluíam "homens instruídos", jurisprudentes (foas), juízes (cozates), escribas (cotabes), matemáticos, geômetras, astrônomos, médicos e poetas. O funcionamento da propriedade burocrática persa após a conquista contribuiu assim tanto à continuidade das tradições administrativas persas como à construção do Estado islâmico.
Dada a importante posição e papel dos dabires na administração pública, certas qualidades foram consideradas indispensáveis para eles. Algazali dedicou o terceiro capítulo de seu Os Reis do Aconselhamento (Nasīhatul Mulūk) a dabires e sua arte; observou que, "além da arte da composição literária, deveriam saber muitas coisas para se qualificar para servir aos governante", dentre as quais incluía conhecimentos especializados de astronomia, matemática, agricultura, irrigação, medicina e poesia. O dabir também deveria ser alegre e bonito. Nizami Aruzi descreveu o qualificado dabir como um homem de nascimento nobre, com boa reputação, bom senso, capacidade para um pensamento profundo, prudência, conhecimento de adabe, uma maneira refinada na correspondência e sincera devoção ao serviço de seu mestre. Ele definiu dabiri como "uma arte, compreendendo silogismos retóricos eloquentes, úteis na comunicação entre as pessoas na forma de diálogo, consulta e controvérsia". Os dabires preservaram e transmitiram, frequentemente dentro das famílias, técnicas burocráticas, incluindo estilos de caligrafia, princípios de composição e conhecimento de formas de endereçamento e títulos de nobres e notáveis; tais aspectos do estilo de vida burocrático como etiqueta, modos, aparência e vestimenta; e apoio à instituição do vizirato. Na literatura clássica persa existem muitas referências ao virtuosismo literário dos dabires e o termo acabou se tornando quase sinônimo de "homem de letras".
A posição relativa da propriedade burocrática no mundo islâmico variou. Nos finais dos séculos VIII e IX, o poder do vizir aumentou em relação ao da aristocracia militar tribal árabe, pois os abássidas procuraram consolidar a sua autoridade central. Como resultado, aqueles que ajudaram e apoiaram os vizires, incluindo os dabires, também desfrutaram de estatuto elevado. Como outros membros das classes dominantes, os dabires estavam isentos de impostos e controlavam terras agrícolas como intermediários entre o estado e os cultivadores. Concessões não hereditárias de terra (ecta, no período medieval, depois toiul) eram basicamente formas de remunerar o pessoal militar, administrativo e religioso, que então seria responsável por extrair impostos deles.
O poder militar começou a se tornar mais importante no século X, quando os soldados escravos turcos e os dailamitas assumiram o controle do Califado Abássida. Na Pérsia, a supremacia dos militares persistiu sob o domínio turco, mongol e turcomano até o século XIX. Naquele longo período, príncipes e homens da espada eram principalmente de origem turca, ao passo que os vizires e os homens da pena em geral eram de origem persa (nas fontes às vezes chamadas de tajiques). Sob o Império Gasnévida (r. 977–1186) e Império Seljúcida (r. 1038–1194), os títulos dabir e catibe estavam em uso. Os escritórios conhecidos desse período incluem o dabire sarai (dabīr-e sarāy) ou secretário do palácio, dabire naubati (dabīr-e nawbatī) ou secretário em dever, dabire quezana (dabīr-e ḵezāna) ou secretário to tesouro e dabire cas (dabīr-e ḵāṣṣ ou secretário particular do tesouro). Sob os seljúcidas, o dabire jamagiate (dabīr-e jāmagīyāt) ou secretário do guarda-roupa e dabire ruznama (dabīr-e rūz-nāma) ou secretário do registro diário eram submissos ao mostaufi (contador). No Império Safávida, o dabir foi substituído como um título oficial por monxi, mas estava em uso novamente sob Império Cajar.
O significado funcional de homens da pena e de homens da espada na hierarquia social persa foi fonte de conflito e rivalidade no longo período após a invasão seljúcida. Muitos escritores reivindicaram a superioridade da pena sobre a espada ou a igual importância dos dois à sobrevivência e o funcionamento do aparato estatal (por exemplo, Iacubi). Apesar das manifestações esporádicas de solidariedade e identidade de grupo dentro de cada um desses grupos, os funcionários, como os soldados, eram frequentemente divididos pelo faccionalismo incitado pelos governantes. A esse respeito, tanto os funcionários quanto os soldados diferiam dos membros de outras profissões, que frequentemente exibiam forte lealdade de grupo e funcionavam em bloco em conflitos intergrupais. Além disso, uma forte tendência hereditária entre famílias burocráticas proeminentes continuou até bem tarde. Na Gasvim do século XIV, por exemplo, havia quatorze famílias de autoridades municipais, coletores de impostos e burocratas (de trinta e três famílias de notáveis) que haviam dominado a região por gerações; muitos acumularam riqueza e propriedade da terra. O clã de Hamdalá Mostaufi, atestado entre os notáveis da cidade por mais de cinco séculos, é um bom exemplo. Na Pérsia moderna, o dabir é o título de um professor de escola secundária (dabirestão) e um componente nos títulos de um jornal ou editor de jornal (sardabir) e o secretário ou secretário geral (dabire col) de uma associação ou partido político.